# Numero primo di Mersenne
In matematica un numero primo di Mersenne è un numero primo inferiore di uno rispetto ad una potenza di due. I numeri primi di Mersenne sono esprimibili come:
{\displaystyle M_{p}=2^{p}-1,}
con {\displaystyle p} intero positivo primo; infatti, si può dimostrare che se {\displaystyle n} non è primo, allora {\displaystyle 2^{n}-1} non è primo. Tale numero {\displaystyle p} è talvolta indicato come esponente di Mersenne (successione A000043 in OEIS). Si noti che {\displaystyle 2^{11}-1=2047=23\cdot 89} non è primo e che quindi non tutti i numeri primi (nemmeno tutti quelli esprimibili nella forma {\displaystyle 2^{p}-1}) corrispondono a un esponente di Mersenne. 
A volte nella definizione di numero primo di Mersenne {\displaystyle M_{n}} non viene richiesto a priori che l'indice {\displaystyle n} sia primo. L'equivalenza delle due definizioni segue dal fatto che se {\displaystyle M_{n}} è primo, allora anche {\displaystyle n} deve essere primo, come si vede facilmente dall'identità
{\displaystyle 2^{ab}-1=(2^{a}-1)\cdot \left(1+2^{a}+2^{2a}+2^{3a}+\cdots +2^{(b-1)a}\right).}
In generale un numero del tipo {\displaystyle M_{n}=2^{n}-1} viene detto "numero di Mersenne" (anche quando non è un numero primo di Mersenne). Si conoscono diverse proprietà dei fattori primi degli {\displaystyle M_{p}} composti con {\displaystyle p} primo. Ad esempio (e Fermat fu il primo ad evidenziare e usare questa proprietà) si può dimostrare che ogni fattore primo di {\displaystyle M_{p}} dev'essere del tipo {\displaystyle 2kp+1} con {\displaystyle k} intero positivo.
I numeri primi di Mersenne prendono il nome dal matematico francese Marin Mersenne (1588-1648). Mersenne compilò una lista di numeri primi di questo tipo considerando tutti i valori di {\displaystyle n} fino a {\displaystyle n=257}. Tale lista conteneva però alcuni errori: includeva {\displaystyle M_{67}} e {\displaystyle M_{257}} (che non sono primi), mentre non comparivano {\displaystyle M_{61}}, {\displaystyle M_{89}} e {\displaystyle M_{107}} (che sono primi).
I primi dodici numeri primi di Mersenne sono:
{\displaystyle M_{2}=2^{2}-1=3}
{\displaystyle M_{3}=2^{3}-1=7}
{\displaystyle M_{5}=2^{5}-1=31}
{\displaystyle M_{7}=2^{7}-1=127}
{\displaystyle M_{13}=2^{13}-1=8191}
{\displaystyle M_{17}=131071}
{\displaystyle M_{19}=524287}
{\displaystyle M_{31}=2147483647}
{\displaystyle M_{61}=2305843009213693951}
{\displaystyle M_{89}=618970019642690137449562111}
{\displaystyle M_{107}=162259276829213363391578010288127}
{\displaystyle M_{127}=170141183460469231731687303715884105727}
I numeri primi di Mersenne sono collegati con i numeri perfetti. Nel IV secolo a.C. Euclide dimostrò che se {\displaystyle M_{n}} è un numero primo, allora {\displaystyle {M_{n}\cdot (M_{n}+1) \over 2}=2^{n-1}\cdot (2^{n}-1)} è un numero perfetto.
Nel XVIII secolo Eulero provò che tutti i numeri perfetti pari hanno questa forma. Nessun numero perfetto dispari è conosciuto, ed è anche possibile che non ne esistano.
L'avvento dei calcolatori elettronici ha notevolmente accelerato la scoperta dei primi di Mersenne. I primi dodici numeri primi di Mersenne sono stati scoperti prima del XX secolo. Alla fine del millennio i primi di Mersenne conosciuti erano 38; oggi invece se ne conoscono 52 e i diciassette più recenti sono stati scoperti nell'ambito della GIMPS, la Great Internet Mersenne Prime Search, iniziativa che sfrutta le risorse disponibili di migliaia di computer in rete per cercare i primi di Mersenne. Il test di primalità usato dal GIMPS è il Test di Lucas-Lehmer che è molto più veloce dei test generici a parità di ordine di grandezza nel numero; ecco perché in assoluto i record dei più grandi numeri primi conosciuti sono ormai da tempo dei numeri primi di Mersenne. Il più grande numero primo conosciuto (al 22 ottobre 2024) è {\displaystyle M_{136279841}}. Ha più di 41 milioni di cifre decimali ed è stato anch'esso trovato nell'ambito GIMPS:
{\displaystyle M_{136279841}=2^{136279841}-1}
Se scritti in base 2, tutti i numeri primi di Mersenne sono repunit primi, ovvero sono rappresentati da stringhe di p cifre unitarie, dove p è l'esponente primo di Mersenne. Negli esempi qui di seguito l'indice denota la base in cui il numero viene espresso:
310 = 112
710 = 1112
3110 = 111112
12710 = 11111112
819110 = 11111111111112.
Si noti che questa proprietà è posseduta quando si sottrae 1 da tutte le potenze di 2 aventi per esponente un numero primo. In sostanza tutti i candidati a essere numeri primi di Mersenne (chiamati come detto sopra semplicemente "numeri di Mersenne") in notazione binaria sono primi repunit.
Si può osservare scorrendo la lista più sotto, che a parte il 3, tutti i numeri primi di Mersenne terminano con 1 o con 7. Questo è dovuto al fatto che le potenze di 2 terminano ciclicamente per 2, 4, 8, 6, quando l'esponente è rispettivamente della forma 1+4k, 2+4k, 3+4k e 4+4k (k numero naturale positivo). Per questa ragione soltanto le potenze di 2 terminanti per 2 e 8 hanno esponenti della forma 1+4k e 3+4k, ovvero hanno esponenti dispari, mentre quelle terminanti per 4 e 6 hanno esponenti pari. Dato infine, che in un numero primo di Mersenne {\displaystyle 2^{p}-1} , deve essere {\displaystyle p} numero primo, questo deve essere dispari tranne nel caso di {\displaystyle p=2} corrispondente all'unico numero di Mersenne terminante con 3 (il numero 3 appunto).
I primi di Mersenne, scritti in base 2, sono anche primi palindromi, primi permutabili e primi di Gauss.

## Lista numeri primi di Mersenne
| #   | p           | Mp                                      | Cifre in Mp | Data scoperta     | Scopritore                                                          |
| --- | ----------- | --------------------------------------- | ----------- | ----------------- | ------------------------------------------------------------------- |
| 1   | 2           | 3                                       | 1           | Antichità         | Ignoto                                                              |
| 2   | 3           | 7                                       | 1           | Antichità         | Ignoto                                                              |
| 3   | 5           | 31                                      | 2           | Antichità         | Ignoto                                                              |
| 4   | 7           | 127                                     | 3           | Antichità         | Ignoto                                                              |
| 5   | 13          | 8191                                    | 4           | 1456              | Ignoto                                                              |
| 6   | 17          | 131071                                  | 6           | 1588              | Cataldi                                                             |
| 7   | 19          | 524287                                  | 6           | 1588              | Cataldi                                                             |
| 8   | 31          | 2147483647                              | 10          | 1772              | Eulero                                                              |
| 9   | 61          | 2305843009213693951                     | 19          | 1883              | Pervušin                                                            |
| 10  | 89          | 618970019642690137449562111             | 27          | 1911              | Powers                                                              |
| 11  | 107         | 162259276829213363391578010288127       | 33          | 1914              | Powers                                                              |
| 12  | 127         | 170141183460469231731687303715884105727 | 39          | 1876              | Lucas                                                               |
| 13  | 521         | 686479766…115057151                     | 157         | 30 gennaio 1952   | Robinson                                                            |
| 14  | 607         | 531137992…031728127                     | 183         | 30 gennaio 1952   | Robinson                                                            |
| 15  | 1.279       | 104079321…168729087                     | 386         | 25 giugno 1952    | Robinson                                                            |
| 16  | 2.203       | 147597991…697771007                     | 664         | 7 ottobre 1952    | Robinson                                                            |
| 17  | 2.281       | 446087557…132836351                     | 687         | 9 ottobre 1952    | Robinson                                                            |
| 18  | 3.217       | 259117086…909315071                     | 969         | 8 settembre 1957  | Riesel                                                              |
| 19  | 4.253       | 190797007…350484991                     | 1281        | 3 novembre 1961   | Hurwitz                                                             |
| 20  | 4.423       | 285542542…608580607                     | 1.332       | 3 novembre 1961   | Hurwitz                                                             |
| 21  | 9.689       | 478220278…225754111                     | 2.917       | 11 maggio 1963    | Gillies                                                             |
| 22  | 9.941       | 346088282…789463551                     | 2.993       | 16 maggio 1963    | Gillies                                                             |
| 23  | 11.213      | 281411201…696392191                     | 3.376       | 2 giugno 1963     | Gillies                                                             |
| 24  | 19.937      | 431542479…968041471                     | 6.002       | 4 marzo 1971      | Tuckerman                                                           |
| 25  | 21.701      | 448679166…511882751                     | 6.533       | 30 ottobre 1978   | Noll e Nickel                                                       |
| 26  | 23.209      | 402874115…779264511                     | 6.987       | 9 febbraio 1979   | Noll                                                                |
| 27  | 44.497      | 854509824…011228671                     | 13.395      | 8 aprile 1979     | Nelson e Slowinski                                                  |
| 28  | 86.243      | 536927995…433438207                     | 25.962      | 25 settembre 1982 | Slowinski                                                           |
| 29  | 110.503     | 521928313…465515007                     | 33.265      | 28 gennaio 1988   | Colquitt e Welsh                                                    |
| 30  | 132.049     | 512740276…730061311                     | 39.751      | 20 settembre 1983 | Slowinski                                                           |
| 31  | 216.091     | 746093103…815528447                     | 65.050      | 6 settembre 1985  | Slowinski                                                           |
| 32  | 756.839     | 174135906…544677887                     | 227.832     | 19 febbraio 1992  | Slowinski e Gage in Harwell Lab Cray-2                              |
| 33  | 859.433     | 129498125…500142591                     | 258 716     | 10 gennaio 1994   | Slowinski e Gage                                                    |
| 34  | 1.257.787   | 412245773…089366527                     | 378.632     | 3 settembre 1996  | Slowinski e Gage                                                    |
| 35  | 1.398.269   | 814717564…451315711                     | 420.921     | 13 novembre 1996  | GIMPS / Joel Armengaud (PC Pentium 90)                              |
| 36  | 2.976.221   | 623340076…729201151                     | 895.932     | 24 agosto 1997    | GIMPS / Gordon Spence (PC Pentium 100)                              |
| 37  | 3.021.377   | 127411683…024694271                     | 909.526     | 27 gennaio 1998   | GIMPS / Roland Clarkson (Pentium 200)                               |
| 38  | 6.972.593   | 437075744…924193791                     | 2.098.960   | 1º giugno 1999    | GIMPS / Nayan Hajratwala (Pentium II 350)                           |
| 39  | 13.466.917  | 924947738…256259071                     | 4.053.946   | 14 novembre 2001  | GIMPS / Michael Cameron (800 MHz AMD T-Bird PC)                     |
| 40  | 20.996.011  | 125976895…855682047                     | 6.320.430   | 17 novembre 2003  | GIMPS / Michael Shafer (2 GHz Pentium 4 Dell Dimension PC)          |
| 41  | 24.036.583  | 299410429…733969407                     | 7.235.733   | 15 maggio 2004    | GIMPS / Josh Findley (2.4 GHz Pentium 4 Windows XP PC)              |
| 42  | 25.964.951  | 122164630…577077247                     | 7.816.230   | 18 febbraio 2005  | GIMPS / Martin Nowak (2.4 GHz Pentium 4 Windows XP PC)              |
| 43  | 30.402.457  | 315416475…652943871                     | 9.152.052   | 15 dicembre 2005  | GIMPS / Curtis Cooper e Steven Boone                                |
| 44  | 32.582.657  | 124575026…053967871                     | 9.808.358   | 4 settembre 2006  | GIMPS / Curtis Cooper e Steven Boone                                |
| 45  | 37.156.667  | 202254406…308220927                     | 11.185.272  | 6 settembre 2008  | GIMPS / Hans-Michael Elvenich, George Woltman, Scott Kurowski et al |
| 46  | 42.643.801  | 169873516…562314751                     | 12.837.064  | 12 aprile 2009    | GIMPS / Odd M. Strindmo                                             |
| 47  | 43.112.609  | 316470269…697152511                     | 12.978.189  | 23 agosto 2008    | GIMPS / Edson Smith, George Woltman, Scott Kurowski et al           |
| 48  | 57.885.161  | 581887266…724285951                     | 17.425.170  | 25 gennaio 2013   | GIMPS / Curtis Cooper, George Woltman, Scott Kurowski et al         |
| 49? | 74.207.281  | 300376418084…391086436351               | 22.338.618  | 7 gennaio 2016    | GIMPS / Curtis Cooper                                               |
| 50? | 77.232.917  | 467333183359…069762179071               | 23.249.425  | 26 dicembre 2017  | GIMPS / Jonathan Pace                                               |
| 51? | 82.589.933  | 148894445742…325217902591               | 24.862.048  | 7 dicembre 2018   | GIMPS / Patrick Laroche                                             |
| 52? | 136.279.841 | 881694…871551                           | 41.024.320  | 12 ottobre 2024   | GIMPS / Luke Durant                                                 |